# Anaid Iplicjian
Anaid Iplicjian (Berlin, 24. oktobar 1935) nemačka je glumica. Njena porodica je iz Jermenije. Studirala je na Akademiji Mocarteum u Salcburgu.
Nakon angažmana u Landestheateru u Hanoveru (1966—1971), Iplicjian je radila od 1971. godine kao slobodna glumica. Nastupala je u Teatru am Dom u Kelnu, u Fric Remond teatru u Frankfurtu na Majni, na Bad Hersfeld festivalu, u Ernst Dojč teatru u Hamburgu, na Komödie u Minchenu.
Iplicjian je vodila takmičenje za Pesmu Evrovizije 1957. godine koje je održano u Frankfurtu na Majni. Kasnije je glumila u mnogim serijama i filmovima poput Kommissar Klefisch, Der Trotzkopf, Eine Frau fürs ganze Leben, Rosamunde Pilcher i SOKO 5113.
Godine 1972. dobila je nagradu Hersfeld. Kao priznanje njenom posebnom doprinosu umetnosti glume, dobila je 1990. godine prsten Curt Goetz.
Anaid Iplicjian je udata za režisera Herberta Krepela.

## Spoljašnje veze
- Anaid Iplicjian на веб-сајту  (језик: енглески)
- ZBF Agency Munich[мртва веза] (језик: немачки)